# Ernst Haack
Ernst Georg Adolph Haack (* 26. Dezember 1850 in Seedorf (Lauenburg); † 29. April 1945 in Schwerin) war ein deutscher evangelisch-lutherischer Geistlicher.

## Leben
Ernst Haack war Sohn des Schmiedemeisters Joachim Friedrich Wilhelm Haack. Er besuchte die Lauenburgische Gelehrtenschule in Ratzeburg und studierte Evangelische Theologie an den Universitäten Leipzig, Rostock und Erlangen. Während des Wintersemesters 1871/72 wurde er Mitglied der Landsmannschaft Hannovera auf dem Wels. Nach seinem Examen war er wie die meisten angehenden evangelischen Geistlichen seiner Zeit zunächst Hauslehrer, bei der Familie von Heyden auf Herrenhaus Bredenfelde, und wurde 1874 Gymnasiallehrer in Ratzeburg. 1876 wurde er zum Pastor in Groß Vielen berufen. 1880 wechselte er nach Breesen.
1884 kam er als Zweiter Pastor an die Schelfkirche St. Nicolai in Schwerin und wurde 1887 ihr Erster Pastor.
1894 wurde er Mitglied des Oberkirchenrats in Schwerin. 1908 erhielt er gemeinsam mit dem juristischen Oberkirchenrat Carl Schmidt den Titel Geheimer Oberkirchenrat.
Ab 1901 war er Gründungsdirektor des Predigerseminars für die Evangelisch-Lutherische Landeskirche Mecklenburgs. Er war Mitarbeiter in der Kommission für den 1913 eingeführten neuen Landeskatechismus in Mecklenburg. Seit 1902 war er Mitglied im Verein für mecklenburgische Geschichte und Altertumskunde. Seine volkstümliche Luther-Biographie wurde 1883 preisgekrönt und erlebte bis 1917 sechs Auflagen mit insgesamt 176.000 Exemplaren. Er verfasste die Biographie Theodor Kliefoths, regelmäßig Beiträge für das Mecklenburgische Sonntagsblatt und war Mit-Herausgeber des mehrbändigen Kirchlichen Handlexikons (1887–1902). 1922, nach der Wahl des ersten Landesbischofs Heinrich Behm, ließ er sich in den Ruhestand versetzen. Sein Nachfolger wurde Julius Sieden.
Er war verheiratet mit Charlotte, geb. Sander, einer Tochter des Pastors in Groß Varchow Hermann Ludolph Sander. Zu den Kindern des Paares zählte der spätere Staatsminister Hermann Haack.

## Auszeichnungen
- Gedächtnismedaille für Großherzog Friedrich Franz III. (1897)
- Ehrendoktor der Theologischen Fakultät der Universität Rostock (1899)

## Werke (Auswahl)
- Epistel-Betrachtungen. Erbauliche Winke zum Verständnis der epistolischen Texte des Kirchenjahres nebst passenden Liederversen und sieben Worte Jesu am Kreuz. C. Beholtz, Stavenhagen 1882.
- Dr. Martin Luthers Leben und Wirken: eine Preisschrift, gekrönt und herausgegeben zum 10. November 1883, dem 400jährigen Geburtstage des großen Reformators, vom Evangel. Preßverein in Schlesien. Dülfer, Breslau 1883

spätere Auflagen unter dem Titel: Dr. Martin Luthers Leben und Wirken: dem deutschen Christenvolke kurz erzählt Schwerin: Bahn (bis 1917 mindestens 6 Auflagen)
- Ueber Wesen und Bedeutung der christlichen Erfahrung. Bahn, Schwerin 1894 (Digitalisat)
- Die Autorität der heiligen Schrift, ihr Wesen und ihre Begründung. Drei Vorlesungen, gehalten auf der dritten theologischen Lehrkonferenz in Mölln i. L. am 11., 12. und 13. September 1899. Bahn, Schwerin 1899.
- Die Kirche und ihr gottesdienstliches Leben. Eine Einführung in die Bedeutung der kirchlichen Gemeinschaft, des Kirchenjahres, des gottesdienstlichen Raumes und der kirchlichen Handlungen: für gebildete Christen. Bahn, Schwerin 1906.
- Theodor Kliefoth. Ein Charakterbild aus der Zeit der Erneuerung des christlichen Glaubenslebens und der lutherischen Kirche im 19. Jahrhundert. Zu seinem 100jährigen Geburtstage Theologen und gebildeten evangelischen Christen gewidmet. Bahn, Schwerin 1910.
- Die Sekte der Scientisten oder „Gesundbeter“. Ein charakteristisches Erzeugnis des Amerikanismus auf dem Gebiet der Religion. Bahn, Schwerin 1916.
- Volkskirche und Staatskirche: ein Wort zum kommenden Frieden. Bahn, Schwerin 1916.
- Kirche und Sekte. Bahn, Schwerin 1922.
- Was hast du an deinem evangelischen Gesangbuche? Eine Festschrift zum 400jährigen Jubiläum des evangelischen Kirchenliedes. Verlag des Evang. Presseverbandes, Rostock 1924.
- Führungen und Erfahrungen. Lebenserinnerungen aus siebzig Jahren. Bahn, Schwerin 1925.